# زهرة العسل السيبيرية
زهرة العسل السيبيرية (الاسم العلمي: Melianthus sibiricus) هو نوع من النباتات يتبع جنس زهرة العسل من فصيلة الزهرية العسل.